# Inge Utzt
Inge Utzt (* 23. Oktober 1944 in Bad Rothenfelde) ist eine deutsche Antiquarin und baden-württembergische Politikerin der SPD. Sie war von 2001 bis 2006 in der 13. Wahlperiode Mitglied des Landtags von Baden-Württemberg.

## Ausbildung und Beruf
Nach Volksschule und Realschule in Bramsche machte Inge Utzt eine Lehre in einem Antiquariat. Sie arbeitete in Antiquariaten in Osnabrück, Bonn und ab 1973 in Stuttgart. 1981 eröffnete sie in Stuttgart ihr eigenes Geschäft, ein auf Frauenliteratur spezialisiertes Antiquariat.

## Politische Tätigkeit
Von 1983 bis 1988 war Inge Utzt Bezirksbeirätin in Stuttgart-Bad Cannstatt. Von 1994 bis 2000 war sie als Vorsitzende der SPD Bad Cannstatt tätig. Von 1994 bis 2001 war sie Mitglied des Gemeinderates der Landeshauptstadt Stuttgart und bei der Landtagswahl 2001 gewann sie das Direktmandat des Wahlkreises Stuttgart IV. Sie war Sprecherin für Zuwanderungsfragen und kulturpolitische Sprecherin der SPD-Fraktion sowie stellvertretende Vorsitzende des Ausschusses für Wissenschaft, Forschung und Kunst. Von 2005 bis 2006 war sie zudem Mitglied im Petitionsausschuss. Im Jahr 2006 verpasste sie den Wiedereinzug in den Landtag.
2013 wurde ihr die Willy-Brandt-Medaille verliehen.

## Familie und Privates
Inge Utzt ist verheiratet und Mutter eines Sohnes.